# Lochranza Castle
Lochranza Castle is een dertiende-eeuws kasteel gelegen aan de noordzijde van het eiland Arran (Schotland). Het grootste deel van het kasteel is zestiende-eeuws.
Brodick, de hoofdstad van Arran ligt op 15 kilometer ten zuiden van Lochranza aan de oostzijde van het eiland.

## Geschiedenis
In de dertiende eeuw werd Arran geclaimd door zowel de Schotten als de Noren en het is niet bekend wie de oorspronkelijke bouwers van Lochranza Castle waren. De meest waarschijnlijke kandidaat is Sween, heer van Knapdale in Argyll, die zijn belangrijkste residentie in Sween Castle had. Zijn zoon Dugald MacSween woonde in Skipness Castle.
In 1266 verkocht Noorwegen de eilanden, waaronder Arran, aan Schotland bij het Verdrag van Perth. Alexander III van Schotland gaf het eiland Arran als leengoed aan Walter Stewart, graaf van Menteith. Toen zijn nakomeling Robert the Steward koning werd in 1371, werd Lochranza Castle een koninklijk kasteel.
In 1452 verwierf een graaf van Montgomery of Eglinton (in Ayrshire) het kasteel van Jacobus II van Schotland. Het kasteel diende als zijn privéresidentie op het eiland; hij was tevens beheerder van het koninklijke Brodick Castle.
In 1705 werd het kasteel gekocht door de familie Hamilton. In de achttiende eeuw raakte het kasteel in onbruik.

## Bouw
Het originele, dertiende-eeuwse kasteel bestond uit een donjon met twee verdiepingen. De woontoren kende twee toegangen. In de zestiende eeuw werd het kasteel verbouwd tot een kasteel met een L-vormige plattegrond, waarbij een nieuwe ingang aan de westzijde werd gemaakt.
In 1897, onbewoond en verwaarloosd, stortte de noordoostelijke hoek van het kasteel in tijdens een zware storm.

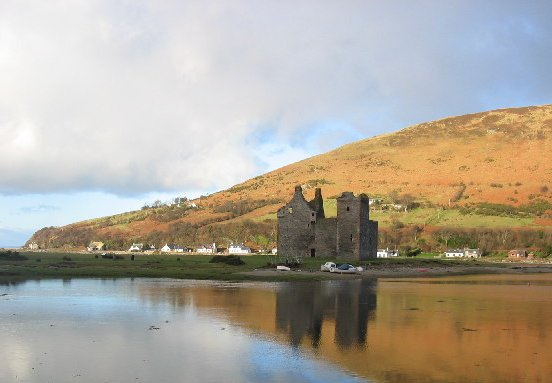
Lochranza castle.

## Trivia
Voor het stripverhaal De Zwarte Rotsen, het zevende album in de Avonturen van Kuifje, gebruikte Hergé dit kasteel als voorbeeld voor zijn kasteel.

## Beheer
Het beheer van Lochranza Castle is in handen van Historic Environment Scotland.